# Шрёккен
Шрёккен (нем. Schröcken) — коммуна (нем. Gemeinde) в Австрии, в федеральной земле Форарльберг.
Входит в состав округа Брегенц. Площадь общины составляет 23,43 км², население — 206 человек (1 января 2021), плотность населения — 9 чел./км². Официальный код — 80234.

## Население
| Год  | Численность |
| ---- | ----------- |
| 1869 | 170         |
| 1889 | 177         |
| 1890 | 142         |
| 1900 | 133         |
| 1910 | 149         |
| 1923 | 130         |
| 1934 | 164         |
| 1939 | 250         |
| 1951 | 207         |
| 1961 | 196         |
| 1971 | 220         |
| 1981 | 214         |
| 1991 | 239         |
| 2001 | 233         |
| 2011 | 221         |
| 2021 | 206         |

## Политическая ситуация
Бургомистр коммуны — Ренате Шраммель (АПС) по результатам выборов 2005 года.
Совет представителей коммуны (нем. Gemeinderat) состоит из 9 мест.
- местный список: 9 мест.